# Hugo von Vermandois (Reims)
Hugo von Vermandois (* 920; † 962) aus der Familie der Karolinger war der jüngste Sohn des Grafen Heribert II. von Vermandois.
Im Jahr 925 setzte sein Vater die Wahl des fünfjährigen Hugo zum Erzbischof von Reims sowie seine eigene Einsetzung als Verwalter des erzbischöflichen Besitzes durch.
931 wurde Hugo vertrieben, als der Robertiner Hugo der Große bei seiner Fehde mit Hugos Vater Reims eroberte und seinen eigenen Favoriten, den Mönch Artold, einsetzte. Hugos des Großen und Heriberts Bündnis gegen den König Ludwig IV. führte dann im Jahr 940 zur erneuten Eroberung der Stadt, zur Vertreibung Artolds (der Ludwig treu geblieben war) und Wiedereinsetzung von Heriberts Sohn. Hugos endgültige Vertreibung geschah dann 946, als nach dem Tod seines Vaters (943) die Truppen Ludwigs die Stadt Reims zurückerobern konnten. Auf der Universalsynode von Ingelheim wurde Artold 948 als Erzbischof bestätigt.
Der Erzbischof Hugo von Vermandois sollte nicht verwechselt werden mit dem Kreuzfahrer Hugo von Vermandois, der 1101 in Tarsus starb.